# Mort et funérailles du pape François
La mort du pape François survient au Vatican le 21 avril 2025, jour du lundi de Pâques, alors qu'il est âgé de 88 ans et après 12 ans de pontificat.

## Mort
Le 21 avril 2025, jour du lundi de Pâques, le Vatican annonce à 9 h 45 que le pape François est mort le matin même, à 7 h 35, à la résidence Sainte-Marthe, au sein de la cité du Vatican, à l'âge de 88 ans,,.
C'est le cardinal Kevin Farrell, camerlingue de la Sainte Église romaine, qui fait part de la nouvelle en ces termes : « Chers frères et sœurs, c'est avec une profonde tristesse que je dois vous annoncer la mort de notre Saint Père François. Ce matin, à 7 h 35, l'évêque de Rome, François, est rentré à la maison du Père ».
En début de soirée, le certificat de décès publié juste avant la mise en bière du pape dans la chapelle de la résidence Sainte-Marthe, précise qu'il a succombé à un accident vasculaire cérébral (AVC), qui a engendré un coma et une défaillance cardio-circulatoire irréversible. Dans son certificat de décès, certifié par le professeur Andrea Arcangeli, il est précisé que « le décès a été constaté par enregistrement électrocardio-thérapeutique ».
La veille, le 20 avril 2025, lors de la fête de Pâques, le pape apparaît en public, prononçant difficilement quelques mots depuis la basilique Saint-Pierre et traversant la foule place Saint-Pierre à bord de sa papamobile. Il reçoit également en visite privée, pendant quelques minutes, le vice-président des États-Unis, J. D. Vance, à la résidence Sainte-Marthe,,,.
Depuis plusieurs années, ses problèmes de santé, à l'origine de quatre hospitalisations depuis 2021 ont provoqué une mobilité très réduite. Au moment de sa mort, il est toujours en convalescence après avoir été hospitalisé pendant 38 jours, du 14 février au 23 mars 2025, pour une pneumonie bilatérale qui a engagé son pronostic vital. Alors que le pape frôle la mort à deux reprises à cette occasion, son médecin personnel, Sergio Alfieri, indique peu après sa sortie de l'hôpital qu'il a dû choisir entre « arrêter les traitements ou forcer, malgré un risque très élevé d'endommager d'autres organes ».

## Réactions

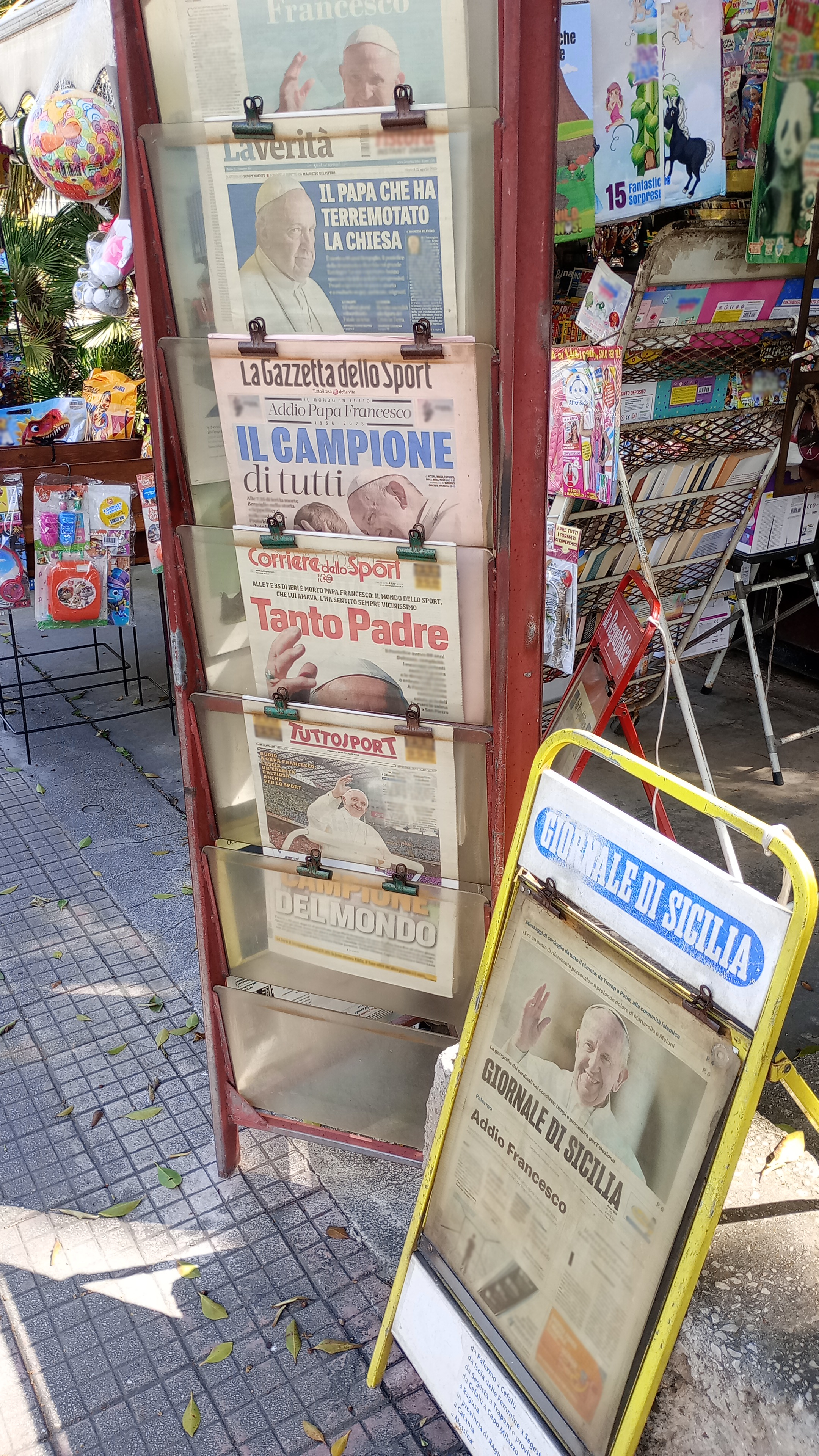
Journaux de Bagheria (Sicile) le 22 avril 2025, rapportant la mort du pape François.

À l'annonce de la mort du pape François, de nombreuses personnalités politiques réagissent. Giorgia Meloni, la présidente du Conseil des ministres d'Italie, exprime ses condoléances : « Le pape François est retourné à la maison du Père. Cette nouvelle nous afflige profondément, parce qu’un grand homme et un grand pasteur nous quitte ». Le président français, Emmanuel Macron, lui rend hommage en soulignant « la vocation d'un homme qui tout au long de sa vie s'est battu pour plus de justice et pour une certaine idée de l'humanité, une humanité fraternelle ». Javier Milei, le président argentin, exprime sa « profonde douleur » malgré ses désaccords avec le pape, qu'il qualifie de « différences qui aujourd’hui paraissent mineures ». Vladimir Poutine, le président russe, salue un « défenseur constant des hautes valeurs de l'humanisme et de la justice ». Le roi du Royaume-Uni et gouverneur suprême de l'Église d'Angleterre, Charles III, déclare : « Mon épouse et moi-même avons été profondément attristés d’apprendre la mort du pape François »,. Pour Mark Carney, le Premier ministre canadien, le pape François était un « homme d'une grande clarté morale, d'un courage spirituel et d'une compassion sans bornes ».
Le président brésilien, Luiz Inácio Lula da Silva, rend hommage à son combat pour « l'amour, la tolérance et la solidarité ». Volodymyr Zelensky, le président ukrainien, salue un homme qui « a prié pour la paix en Ukraine ». Le président turc, Recep Tayyip Erdoğan, déclare que le pape François « accordait de l’importance au dialogue entre les différents groupes religieux » tandis que Narendra Modi, le Premier ministre indien, le qualifie de « modèle de compassion, d’humilité et de courage spirituel ». Le président des États-Unis, Donald Trump, salue la mémoire du pape : « Repose en paix, pape François ! Que Dieu le bénisse, ainsi que tous ceux qui l’aiment ». Le dalaï-lama, Tenzin Gyatso, déclare dans un communiqué : « Le pape François se dévouait au service des autres, en montrant régulièrement l'exemple sur la façon de mener une vie simple mais pleine de sens. Le meilleur hommage que nous puissions lui rendre est de se montrer chaleureux, de servir les autres où que nous soyons et de toutes les manières possibles ».
Isaac Herzog, le président israélien, parle du pape comme un « homme de foi profonde et de compassion sans fin ». Le président de l'Autorité palestinienne, Mahmoud Abbas, déclare : « Nous avons perdu aujourd'hui un ami fidèle du peuple palestinien et de ses droits légitimes ». Mohammed VI, le roi du Maroc, met en avant sa « consécration des valeurs de paix, de dialogue, de tolérance et de coexistence entre les religions monothéistes » alors que le président égyptien, Abdel Fattah al-Sissi, salue quelqu'un qui « travaillait sans relâche pour promouvoir la tolérance et favoriser le dialogue […] et était un champion de la cause palestinienne ». Pierbattista Pizzaballa, le patriarche latin de Jérusalem qui est la plus haute autorité catholique d'Orient, explique que le pape François défendait « la proximité avec les pauvres, les laissés-pour-compte » ainsi que « la paix ».
De nombreux pays à travers le monde décrètent des deuils nationaux et mettent leurs drapeaux en berne durant plusieurs jours pour honorer sa mémoire (Brésil, Timor-Leste, Paraguay, Argentine, Costa Rica, Philippines, Liban, Palestine, Chili, Cuba, République dominicaine, Pérou, Porto Rico, Panama, Guatemala, Venezuela, Équateur, Inde, Bangladesh, Portugal, Mozambique, Guinée équatoriale, Sao Tomé-et-Principe, Slovaquie, Slovénie, Belize, Cap-Vert, Monaco, Malte, Espagne, Hongrie, Croatie, Lituanie, République centrafricaine, Zambie, Sri Lanka, Albanie, Bosnie-Herzégovine, Uruguay, Pologne, Roumanie, Jordanie, Thaïlande, Seychelles, Royaume-Uni, États-Unis). L'Argentine, le pays d'origine du pape, décrète une semaine de deuil. L'Italie décrète un deuil national de cinq jours. L'Espagne comme le Portugal annoncent que le deuil officiel s'étendra sur trois jours. Soudan du Sud a déclaré le 25 avril jour férié.

## Jours suivant la mort
Quelques heures après la mort du pape, la mise en bière est réalisée dans la chapelle de la résidence Sainte-Marthe au Vatican. Sa dépouille embaumée, vêtue d'une mitre blanche et d'une chasuble rouge, ses mains enserrant un chapelet, est déposée dans un cercueil ouvert pour le rite de constatation de la mort en présence du cardinal-camerlingue Kevin Farrell, de hauts responsables du Vatican et de ses proches, avant d'être ramenée à la chapelle de la résidence Sainte-Marthe en attendant la procession à la basilique Saint-Pierre le 23 avril, où le cercueil est exposé près de l’autel majeur afin de permettre aux fidèles de lui rendre hommage avant les funérailles, sans catafalque.
Le matin du 22 avril, la congrégation générale, qui réunit les cardinaux durant la vacance du siège apostolique, décide que les obsèques papales auront lieu le samedi 26 avril. Dans son testament, rédigé en 2022 et publié le soir de sa mort, le pape demande à être enterré dans la basilique Sainte-Marie-Majeure (ce qui ne fut pas le cas depuis 300 ans), et non pas dans la nécropole papale comme c'est l'usage depuis Pie X en 1914. Selon son souhait, sa sépulture, située « dans la niche située dans la nef latérale entre la chapelle Paolina et la chapelle Sforza », sera simple et dépourvue de toute décoration, avec uniquement inscrit sur la pierre tombale son nom de pape en latin : Franciscus et une représentation de sa croix pectorale.

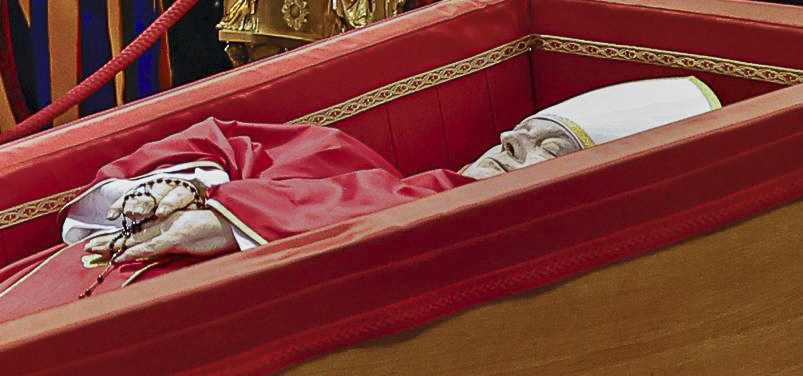
Le pape François dans son cercueil exposé dans la basilique Saint-Pierre.

Le 23 avril, son corps arrive dans la basilique Saint-Pierre, il est exposé pendant trois jours et les fidèles ont la possibilité de lui rendre un dernier hommage avant les funérailles,. Pendant les deux premiers jours d'exposition, 90 000 personnes se déplacent à la basilique Saint-Pierre pour lui rendre hommage à comparer aux 135 000 personnes qui avaient rendu hommage à Benoît XVI durant les deux premiers jours d'exposition de son corps. Au total, près de 250 000 personnes sont venues rendre hommage au pape dans son cercueil entre le 22 et le 25 avril. 
Au milieu des anonymes et des prélats venus se recueillir près de la dépouille, de nombreuses personnalités ont rendu hommage au défunt souverain pontife : le président italien Sergio Mattarella, le maire de Rome Roberto Gualtieri, le rabbin de Rome Riccardo Di Segni, la présidente du conseil des ministres italien Giorgia Meloni, le président irlandais Michael D. Higgins, le président français Emmanuel Macron et son épouse Brigitte Macron, la présidente indienne Droupadi Murmu ou encore le président brésilien Luiz Inácio Lula da Silva.
Le 25 avril, la basilique Saint-Pierre est fermée aux fidèles dans la soirée, afin de procéder à la cérémonie de fermeture et de scellement du cercueil, présidée par le cardinal camerlingue Kevin Farrell, en présence de cardinaux de la Curie et de proches du pape. La cérémonie a débuté par la lecture du « rogito », un texte de deux pages en latin résumant la vie et le pontificat de François. Après une prière, le maître des cérémonies liturgiques pontificales, Diego Ravelli, a couvert le visage du pape avec un voile de soie blanche et a déposé dans le cercueil le « rogito » et des pièces frappées durant le pontificat de François. Le cercueil a ensuite été fermé et scellé. Les membres du chapitre de la basilique Saint-Pierre ont ensuite commencé une veillée de prière autour de son cercueil.

## Funérailles

Carte des pays dont au moins un représentant national assiste aux funérailles du pape François.

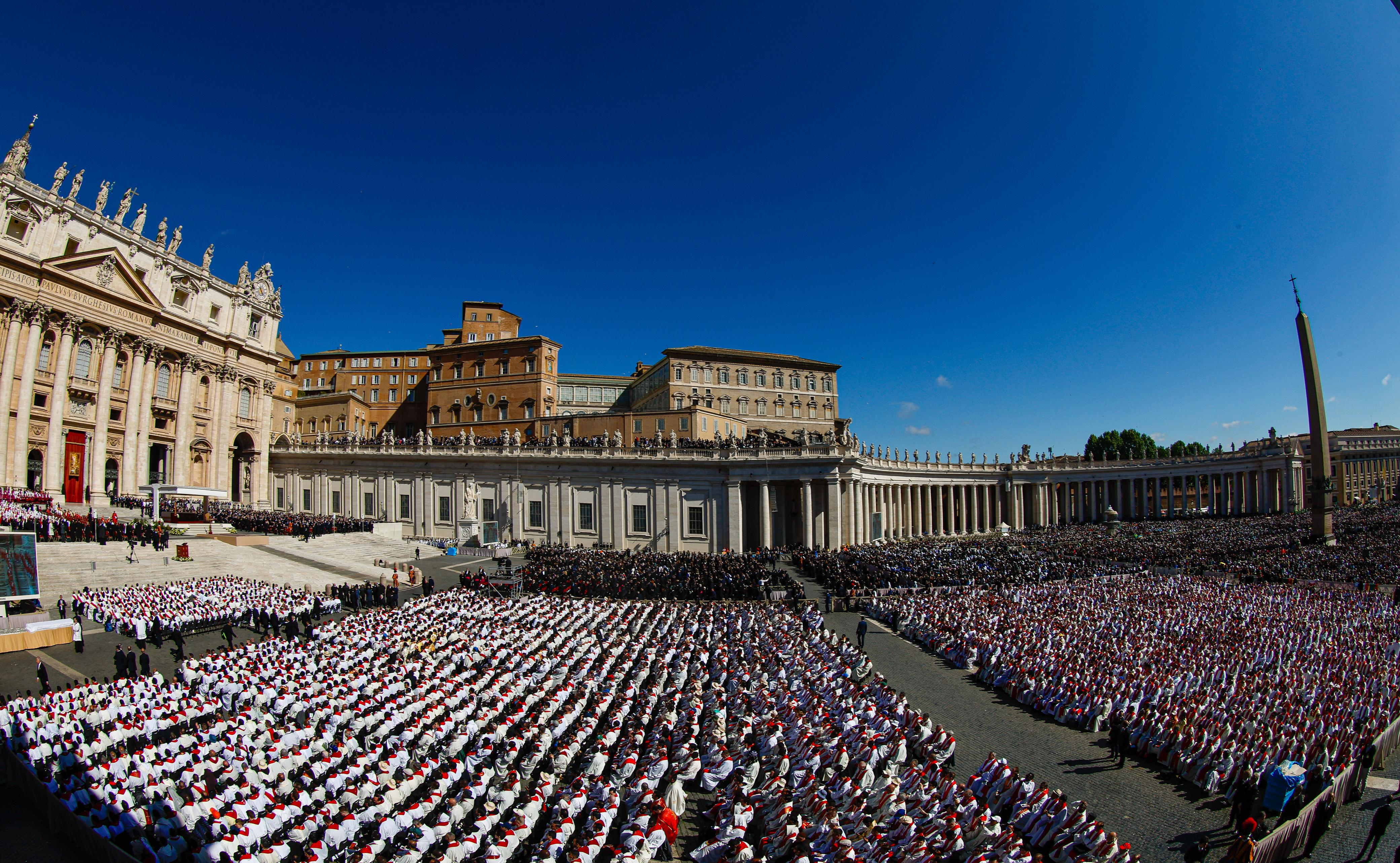
Funérailles sur la place Saint-Pierre.

Les funérailles du pape François se tiennent le samedi 26 avril sur la place Saint-Pierre. Elles sont présidées par le Doyen du Collège des cardinaux, le cardinal Giovanni Battista Re, en présence d'environ 220 cardinaux, 750 évêques, 4 000 prêtres et devant 250 000 fidèles, ainsi qu'environ 130 délégations étrangères.
Conformément à l'Ordo Exsequiarum Romani Pontificis (en), texte qui définit les rites de la liturgie des funérailles papales, cette messe de funérailles constitue la première célébration des novemdiales, une période de deuil de neuf jours qui doit durer jusqu'au 4 mai.
Après la sonnerie du glas, la cérémonie a débuté à 10 h 6 par la sortie du cercueil du pape de la basilique Saint-Pierre, porté par 14 sediari (en) pontificaux, un groupe de laïcs à l'origine chargés de porter la Sedia gestatoria des papes. Le cercueil, applaudi par la foule, était suivi par les 220 cardinaux présents, vêtus d'une chasuble rouge, couleur du deuil pontifical. Pendant que les sediari installaient le cercueil devant l'autel et que l'on posait dessus l'évangéliaire ouvert, le Requiem est entonné par le Chœur de la chapelle Sixtine.
Pour la liturgie de la Parole, le pape défunt avait choisi un passage des Actes des Apôtres (Ac 10,34-43), lu en anglais, le psaume 22, chanté en latin, un extrait de l'Épître aux Philippiens (Ph 3,20 - 4,1), lu en espagnol, et un extrait de l'Évangile selon Saint Jean (Jn 21,15-19), lu en latin par un diacre. Le cardinal Giovanni Battista Re a ensuite prononcé une homélie dans laquelle il rend hommage au pape François au nom du collège des cardinaux. Dans son discours, il rappelle la dernière image du pape au balcon de la basilique Saint-Pierre pour sa dernière bénédiction Urbi et Orbi de Pâques la veille de sa mort. Il rappelle aussi la vie de François, son pontificat et son action en faveur des plus démunis, des réfugiés ou pour le dialogue interreligieux, rappelant aussi ses voyages apostoliques, notamment en Irak. Il conclut en demandant au pape « de prier pour nous et que, du ciel, tu bénisses l’Église, bénisses Rome, bénisses le monde entier » en clin d’œil avec l'habitude du pape de demander aux fidèles de prier pour lui.

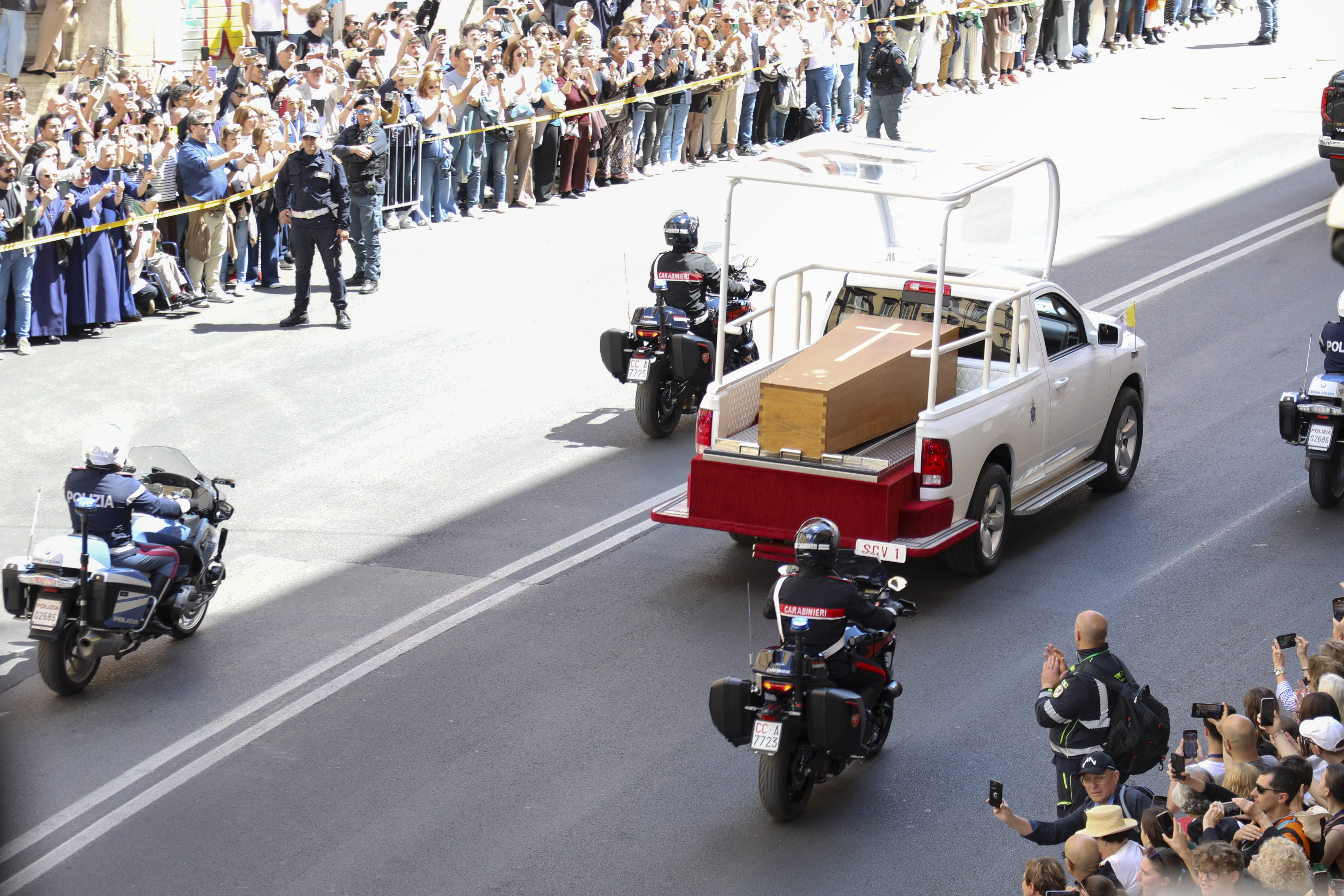
Le cercueil, porté en procession sur la papamobile jusqu’à la Basilique Sainte-Marie-Majeure.

Après un silence de quelques minutes, la prière universelle prononcée en français, en arabe, en portugais, en polonais, en allemand et en chinois est venue rappeler l'universalité de l'Église, à laquelle le pape tenait. Un diacre a ensuite appelé les fidèles à s'échanger la « paix du Christ », rite auquel les nombreux chefs d'État et de gouvernement se sont aussi prêtés.
Après l'eucharistie, le cardinal Re conduit le rite de l'« ultima commendatio et de la valedictio » (« dernière louange et adieu »), suivi de la supplique de l'Église de Rome conduite par le cardinal-vicaire Baldassare Reina, longue litanie des saints. Ce moment a été conclu par la supplique des Églises orientales, prière de la liturgie byzantine, en grec, conduite par le patriarche d'Antioche des grecs-melkites Joseph Absi,. Après ces prières, le cardinal Re asperge d'eau bénite et encensé le cercueil puis les cardinaux sont repartis en procession vers l'intérieur de la basilique Saint-Pierre, suivis par le cercueil du pape, longuement applaudi par la foule.
Au terme des funérailles, le cercueil est conduit sur une papamobile, traversant Rome sur six kilomètres, passant sous le Janicule, passe le Tibre puis suit le Corso Vittorio Emanuele II jusqu'à la Piazza Venezia. Il longe ensuite le Colisée puis remonte la via Merulana avant d'atteindre la basilique Sainte-Marie-Majeure, dernière demeure choisie par le pape François. À l'issue de ce parcours, le cercueil du pape a été accueilli par une quarantaine de personnes pauvres, réfugiés et détenus portant des fleurs. Le pape a ensuite été inhumé dans la basilique au cours d'une cérémonie privée.

## Suites
Après la mort du pape, Kevin Farrell assure la gestion des biens temporels en tant que cardinal camerlingue.
Le conclave devant élire le 267e souverain pontife commence le 7 mai 2025. Il se termine le lendemain par l'élection, au quatrième scrutin, de l'Américain Robert Francis Prevost, qui succède à François sous le nom de Léon XIV.

## Pour approfondir